# Johan Gustaf Wertmüller
Johan Gustaf Wertmüller, född 23 februari 1783 troligen på Sveaborg, Finland, död 26 juli 1868 i Stockholm, var en svensk bryggare, skeppsredare och konststudent.
Han var son till kaptenen Gustaf Herman Wertmüller och Anna Catharina Hult och gift första gången 1808 med bryggardottern Ulrika Christina Hartman och andra gången från 1848 med Amalia Brolin. Han var brorson till Adolph Ulric Wertmüller. Han kom med sina föräldrar till Sverige 1793 och inledde sina studier vid Konstakademien i Stockholm 1795. Hans far skrev ett brev till sin bror om ett ekonomiskt stöd för sonens utbildning till konstnär men trots hjälp från brodern och andra välbeställda släktingar tvingades han avbryta sina studier. Han kom därefter i lära som bryggare och blev redan i unga år en välbeställd bryggare med eget bryggeri, handelshus och redarverksamhet.